# Fenômeno crepuscular

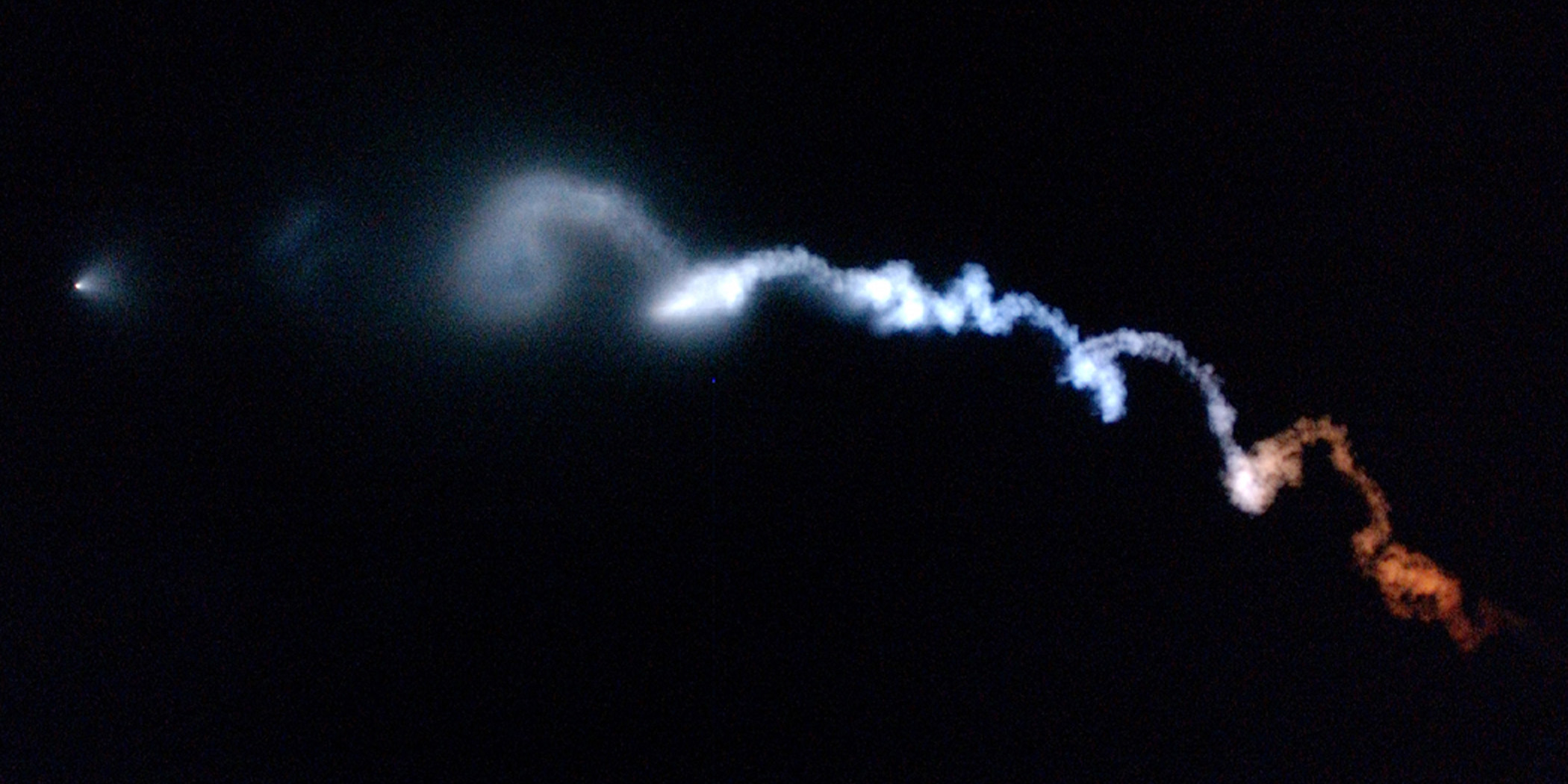
O fenômeno crepuscular causado pelo congelamento de combustível não gasto de um lançamento do Minotaur I na Base da Força Aérea de Vandenberg, Califórnia, em setembro de 2005

Um fenômeno crepuscular é produzido quando as partículas do escapamento de mísseis ou de um propulsores de foguetes deixadas na trilha de condensação de um veículo lançador condensam, congelam e depois se expandem na atmosfera superior menos densa. A pluma do escapamento, suspensa contra um céu escuro, é então iluminada pela luz solar refletiva de alta altitude através da dispersão, que produz um efeito colorido quando vista ao nível do solo.
O fenômeno normalmente ocorre com lançamentos que ocorrem 30 a 60 minutos antes do nascer do sol ou após o pôr do sol, quando um foguete ou míssil sobe na escuridão para uma área iluminada pelo sol, em relação à perspectiva de um observador no solo. Como os rastros de foguetes se estendem até à estratosfera e mesosfera, eles captam a luz solar a alta altitude muito depois de o sol se pôr no solo. As pequenas partículas na pluma de exaustão em expansão ou "nuvem" difratam a luz solar e produzem as cores rosa, azul, verde e laranja — como um prisma dispersivo pode ser usado para quebrar a luz em suas cores espectrais constituintes (as cores do arco-íris) — formando o fenômeno.
A pluma de exaustão também pode assumir a aparência de um saca-rolhas ao ser girada pelas correntes de vento de nível superior. Normalmente é vista dentro de dois a três minutos após o lançamento. Dependendo das condições meteorológicas, pode permanecer no céu por até meia hora antes de se dispersar.
Na Base Aérea de Vandenberg, na Califórnia, mais de 1 800 mísseis e propulsores espaciais foram lançados da costa central da Califórnia, no norte do condado de Santa Bárbara, desde dezembro de 1958. No entanto, apenas uma pequena porcentagem desses lançamentos criaram o fenômeno crepuscular. O mesmo com os Programas de Sistemas Estratégicos da Marinha dos EUA, que conduz voos de teste de mísseis Trident II (D5) no mar a partir de submarinos da classe SSBN do Ohio na Pacific Missile Range Facility (PMRF), na costa do sul da Califórnia, ou Kokola Point em Barking Sands (PMRF), na ilha havaiana de Kauai.
Alguns observadores presumiram erroneamente que o míssil ou foguete que cria o espetáculo aéreo deve ter funcionado mal ou sido destruído durante o voo. Essa crença se origina do aparecimento do rastro do veículo lançador à medida que ele se torce em nós pelas correntes de ar de alta altitude ou pelo cisalhamento do vento. Até o momento, nenhum míssil ou foguete com defeito foi conhecido por criar o fenômeno. Nas raras ocasiões em que um míssil ou foguete não funciona bem, ele é destruído por uma oficial de segurança de alcance antes de atingir as altitudes onde ocorre o fenômeno crepuscular.
A aparência e a intensidade do fenômeno variam de acordo com a localização do observador e as condições climáticas — normalmente, céu claro sem luar, já que a cobertura de nuvens bloquearia a visão. Nos lançamentos de foguetes nos Estados Unidos, o fenômeno geralmente pode ser visto em todo o estado da Califórnia e em lugares distantes como Arizona, Nevada e Utah. Na Costa Leste, avistamentos semelhantes foram observados e relatados durante lançamentos crepusculares do ônibus espacial do Centro Espacial John F. Kennedy da NASA, e observados em outros sistemas de lançamento descartáveis dos complexos de lançamento da Força Espacial dos EUA na Estação da Força Espacial de Cabo Canaveral, na Flórida.
Numerosas nações com um programa espacial — como a Agência Espacial Europeia, a Agência Espacial Federal Russa, a Administração Espacial Nacional da China, Agência Japonesa de Exploração Aeroespacial, Organização Indiana de Pesquisa Espacial e outros países experimentaram o mesmo evento.

## Exemplos

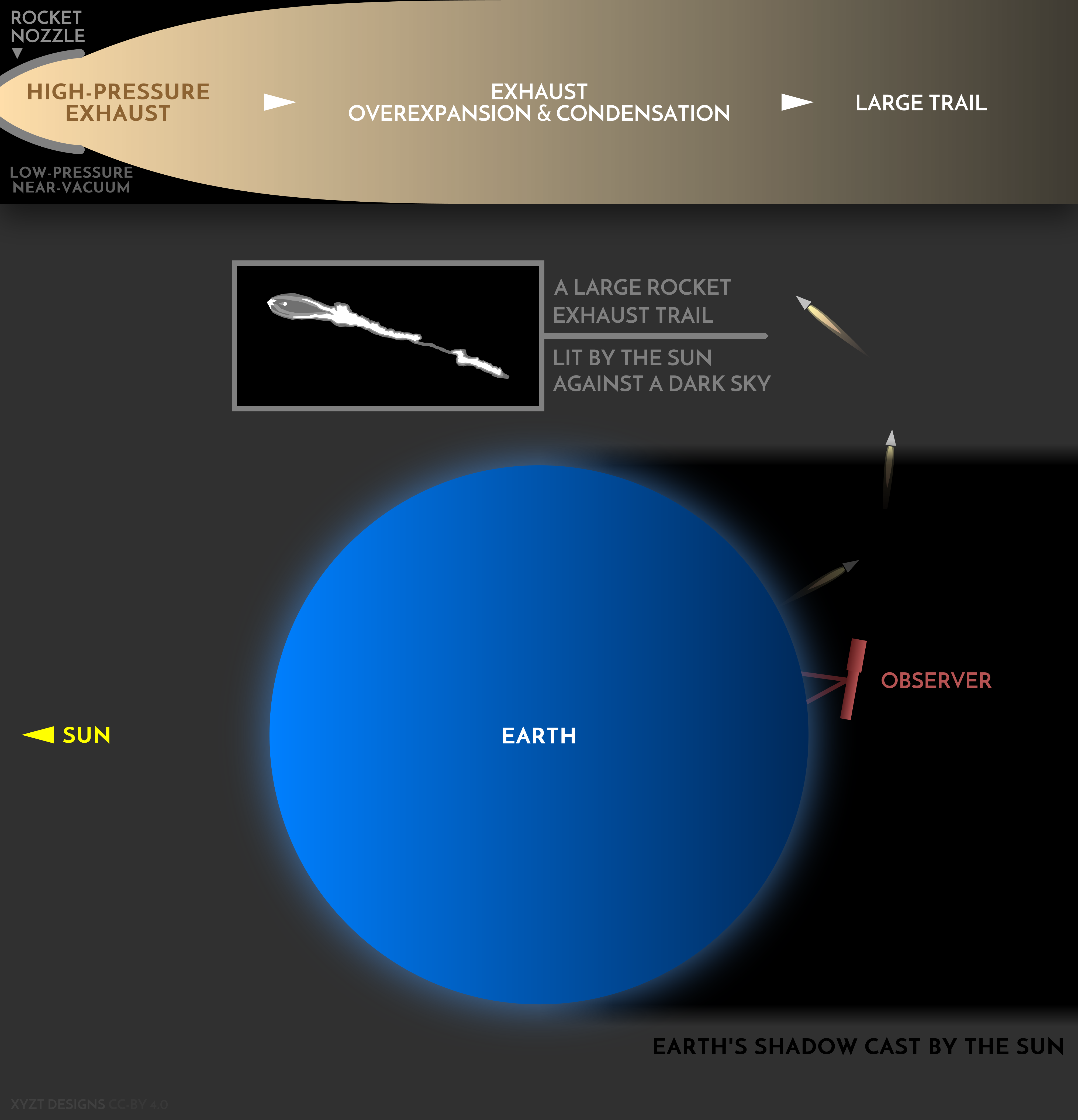
Infográfico mostrando as condições necessárias para que o fenômeno ocorra

- Em 2010, um rasto de condensação de um avião na Califórnia fez as pessoas acreditarem que viram um míssil sendo lançado.[2]
- Em 7 de julho de 2010, relatos de um avistamento de "OVNIs" forçaram o Aeroporto Internacional de Hangzhou Xiaoxan em Hancheu, China, a interromper temporariamente as operações.[3] O evento parece ter sido desencadeado após a tripulação de uma aeronave que estava se preparando para pousar detectou o objeto — suspeitando ser um teste de foguete chinês — como uma luz cintilante 'acima' da pista e notificou o departamento de controle de tráfego aéreo (ATC). O ATC não conseguiu localizar o objeto no radar e prudentemente cessou aterrissagens. Dezoito voos foram afetados. Embora as operações normais tenham retomado quatro horas depois, o incidente chamou a atenção da mídia chinesa e gerou uma tempestade de especulações sobre a identidade do OVNI.
- Em 7 de novembro de 2015, uma coluna de luz brilhante foi vista se expandindo e "explodindo" sobre o sul da Califórnia entre 19h e 20h. O xerife do condado de Orange confirmou que se tratava de um teste de míssil balístico do Trident II disparado do USS Kentucky.[4]
- Em 2 de setembro de 2015, uma nuvem brilhante de um foguete Atlas V lançando o satélite MUOS da Estação da Força Espacial de Cabo Canaveral foi vista por observadores na Flórida.
- Em 22 de dezembro de 2017, uma nuvem brilhante de um foguete Falcon 9 lançando os satélites Iridium NEXT 31-40 da Base da Força Aérea de Vandenberg foi observada. O lançamento ocorreu durante o pôr do sol, o que causou "vistas de cair o queixo" da subida ao espaço.
- Em 10 de outubro de 2018, esse fenômeno foi capturado no centro de Los Angeles em um timelapse[5] quando o foguete Falcon 9 foi lançado da Base da Força Aérea de Vandenberg, nas proximidades.